# IC 3743
IC 3743 је четворострука звијезда у сазвјежђу Дјевица која се налази на листи објеката дубоког неба у Индекс каталогу.
Деклинација објекта је + 11° 6' 2" а ректасцензија 12h 45m 41,0s.